# Copa del Rey de baloncesto 1982
La Copa del Rey de baloncesto 1982 fue la número 46.º, donde su final se disputó en el Pabellón de Entrepuentes de Badajoz el 3 de junio de 1982.
La edición fue disputada por los todos los equipos de la temporada 1981–82, los dos primeros accedían directamente a los cuartos de final.

## Octavos de final
Los equipos en segundo lugar jugaron la vuelta en casa. Los partidos de ida se jugaron entre el 24 y 25 de abril y los de vuelta entre el 1 y 2 de mayo. 
| Equipo 1              | Agr.    | Equipo 2              | Ida    | Vuelta  |
| --------------------- | ------- | --------------------- | ------ | ------- |
| Real Madrid           | Exento  |                       |        |         |
| FC Barcelona          | Exento  |                       |        |         |
| CE La Salle Barcelona | 174–170 | Caja de Ronda         | 90–94  | 84–76   |
| CB Miñón Valladolid   | 201–183 | CB Estudiantes        | 115–95 | 86–88   |
| CD Manresa            | 182–205 | Club Juventud         | 93–90  | 89–115  |
| CB OAR Ferrol         | 187–191 | CB Areslux Granollers | 100–91 | 87–100  |
| RC Náutico            | 167–248 | CAI Zaragoza          | 71–124 | 96–124  |
| CB Cotonificio        | 247–186 | CB Canarias           | 141–82 | 106–103 |

## Cuartos de final
Los partidos de ida se jugaron el 8 y 9 de mayo y los partidos de vuelta los días 15 y 16 de mayo.
| Equipo 1              | Agr.    | Equipo 2            | Ida     | Vuelta  |
| --------------------- | ------- | ------------------- | ------- | ------- |
| CE La Salle Barcelona | 193–197 | CB Miñón Valladolid | 96–115  | 97–82   |
| Club Juventud         | 190–203 | Real Madrid         | 95–105  | 95–98   |
| CB Areslux Granollers | 212–235 | FC Barcelona        | 108–112 | 104–123 |
| CAI Zaragoza          | 150–162 | CB Cotonificio      | 70–76   | 80–86   |

## Semifinales
Los partidos de ida se jugaron el 22 de mayo y los de vuelta el 29 de mayo.
| Equipo 1            | Agr.    | Equipo 2     | Ida    | Vuelta |
| ------------------- | ------- | ------------ | ------ | ------ |
| CB Miñón Valladolid | 192–258 | Real Madrid  | 99–121 | 93–137 |
| CB Cotonificio      | 166–180 | FC Barcelona | 82–95  | 84–85  |

## Final
Fernando Martín sufrió un fuerte esguince de tobillo en el minuto 12 y no pudo jugar el resto del partido. Esta baja, unida a la de los cinco jugadores blancos que fueron eliminados, obligó al Real Madrid a jugar los últimos segundos con sólo cuatro hombres en pista: Llorente, Delibašić, Brabender y Hernangómez. Aun así, el FC Barcelona sólo pudo asegurar su victoria a falta de tres segundos gracias a dos tiros libres de Nacho Solozábal.
| 3 de junio de 1982, 19:00 | FC Barcelona                       | 110–108                            | Real Madrid                        | |  |
| 19:00 GTM+1               | Marcador por tiempos: 54–60, 56–48 | Marcador por tiempos: 54–60, 56–48 | Marcador por tiempos: 54–60, 56–48 | |  |
|                           | Estadísticas Chicho Sibilio 32     | Pts                                | Estadísticas Wayne Brabender 28    | Pabellón: Pabellón de Entrepuentes, Badajoz Asistencia: 2,500 espectadores Árbitros: José Luis Chaves Vicente Gimeno |  |

| Campeón de la Copa del Rey 1982 |
| ------------------------------- |
| FC Barcelona 12.º título        |